# پسیفیک پالسیدس (فیلم)
پسیفیک پالسیدس (به انگلیسی: Pacific Palisades) فیلمی محصول سال ۱۹۹۰ و به کارگردانی آندژی ژووافسکی است. در این فیلم بازیگرانی همچون سوفی مارسو، تونی بازیل، ویرجینیا کاپرس، برنار ورله و سیدنی لاسیک ایفای نقش کرده‌اند.